# Prima Categoria Abruzzo 1963-1964
Il campionato di calcio di Prima Categoria 1963-1964 è stato il V livello del campionato italiano. A carattere regionale, fu il quinto campionato dilettantistico con questo nome dopo la riforma voluta da Zauli del 1958.
Questi sono i gironi organizzati della regione Abruzzo.
In questo campionato le squadre molisane sono aggregate al Comitato Regionale Campano.

A causa delle notevoli distanze chilometriche al Termoli fu concessa la partecipazione ai campionati gestiti dal Comitato Regionale Abruzzese.

## Girone A

### Squadre partecipanti
| Squadra                | Città (provincia)             | Stagione precedente |
| ---------------------- | ----------------------------- | ------------------- |
| S.P. Atri              | Atri (TE)                     |                     |
| A.S. Città Sant'Angelo | Città Sant'Angelo (PE)        |                     |
| S.S. Francavilla       | Francavilla al Mare (CH)      |                     |
| A.S. Guardiagrele      | Guardiagrele (CH)             |                     |
| A.S. Mosciano          | Mosciano Sant'Angelo (TE)     |                     |
| A.C. Ortona            | Ortona (CH)                   |                     |
| A.S. Penne             | Penne (PE)                    |                     |
| U.S. Pro Lanciano      | Lanciano (CH)                 |                     |
| A.S. Pro Vasto         | Vasto (CH)                    |                     |
| S.P. Rosetana          | Roseto degli Abruzzi (TE)     |                     |
| Salvador               | Pescara                       |                     |
| A.S. Santegidiese      | Sant'Egidio alla Vibrata (TE) |                     |
| U.S. Termoli           | Termoli (CB)                  |                     |

### Classifica finale
|  | Pos. | Squadra           | Pt | G  | V  | N | P  | GF | GS | DR  |
|  | ---- | ----------------- | -- | -- | -- | - | -- | -- | -- | --- |
|  | 1.   | Termoli           | 41 | 24 | 18 | 5 | 1  | 47 | 11 | +36 |
|  | 2.   | Pro Lanciano      | 41 | 24 | 19 | 3 | 2  | 65 | 20 | +45 |
|  | 3.   | Rosetana          | 40 | 24 | 18 | 4 | 2  | 60 | 17 | +43 |
|  | 4.   | Pro Vasto (-3)    | 31 | 24 | 15 | 4 | 5  | 54 | 25 | +29 |
|  | 5.   | Ortona            | 28 | 24 | 12 | 4 | 8  | 58 | 34 | +24 |
|  | 6.   | Atri              | 24 | 24 | 9  | 6 | 9  | 45 | 42 | +3  |
|  | 7.   | Francavilla       | 24 | 24 | 9  | 6 | 9  | 43 | 41 | +2  |
|  | 8.   | Guardiagrele      | 19 | 24 | 5  | 9 | 10 | 22 | 47 | -25 |
|  | 9.   | Città Sant'Angelo | 15 | 24 | 4  | 7 | 13 | 32 | 54 | -22 |
|  | 10.  | Santegidiese      | 13 | 24 | 5  | 3 | 16 | 28 | 74 | -46 |
|  | 11.  | Mosciano          | 12 | 24 | 4  | 4 | 16 | 23 | 38 | -15 |
|  | 12.  | Salvador          | 12 | 24 | 4  | 4 | 16 | 26 | 59 | -33 |
|  | 13.  | Penne             | 9  | 24 | 2  | 5 | 17 | 20 | 61 | -41 |

Legenda:
      Ammesso alle finali regionali.
  Retrocesso e in seguito riammesso.
      Retrocesso in Prima Divisione.
Regolamento:
Due punti a vittoria, uno a pareggio, zero a sconfitta.
Pari merito in caso di pari punti e spareggi in caso di pari punti in zona promozione e retrocessione.
Note:
Pro Vasto ha scontato 3 punti di penalizzazione in classifica per tre rinunce.

### Spareggio per il primo posto in classifica e accesso alle finali
|         | Risultato |          | Luogo e data           |
| ------- | --------- | -------- | ---------------------- |
| Termoli | 1 - 1     | Lanciano | Ortona, 19 aprile 1964 |
|         |           |          |                        |

#### Ripetizione
|         | Risultato |          | Luogo e data            |
| ------- | --------- | -------- | ----------------------- |
| Termoli | 2 - 1     | Lanciano | Pescara, 26 aprile 1964 |
|         |           |          |                         |

## Girone B

### Squadre partecipanti
| Squadra           | Città (provincia)     | Stagione precedente |
| ----------------- | --------------------- | ------------------- |
| A.C.L.I. L'Aquila | L'Aquila              |                     |
| A.S. Aquilotti    | Avezzano (AQ)         |                     |
| G.S. Bussi        | Bussi sul Tirino (PE) |                     |
| U.S. Chieti Scalo | Chieti                |                     |
| A.S. Cliternum    | Celano (AQ)           |                     |
| S.S. Fucense      | Trasacco (AQ)         |                     |
| G.S. Interamnia   | Teramo                |                     |
| U.S. Nike Onarmo  | Chieti                |                     |
| Pol. Oratoriana   | L'Aquila (AQ)         |                     |
| Orione            | Avezzano (AQ)         |                     |
| A.C. Popoli       | Popoli (PE)           |                     |
| A.S. Teramo       | Teramo                |                     |

### Classifica finale
|  | Pos. | Squadra           | Pt | G  | V  | N | P  | GF | GS | DR  |
|  | ---- | ----------------- | -- | -- | -- | - | -- | -- | -- | --- |
|  | 1.   | Teramo            | 36 | 22 | 16 | 4 | 2  | 47 | 5  | +42 |
|  | 2.   | Oratoriana        | 28 | 22 | 11 | 6 | 5  | 38 | 15 | +23 |
|  | 3.   | Interamnia        | 24 | 22 | 9  | 6 | 7  | 29 | 28 | +1  |
|  | 4.   | Chieti Scalo      | 24 | 22 | 9  | 6 | 7  | 36 | 22 | +14 |
|  | 5.   | A.C.L.I. L'Aquila | 22 | 22 | 8  | 6 | 8  | 22 | 26 | -4  |
|  | 6.   | Nike Onarmo       | 21 | 22 | 8  | 5 | 9  | 25 | 34 | -9  |
|  | 7.   | Aquilotti         | 21 | 22 | 10 | 1 | 11 | 37 | 32 | +5  |
|  | 8.   | Fucense           | 20 | 22 | 6  | 8 | 8  | 31 | 24 | +7  |
|  | 9.   | Bussi             | 19 | 22 | 8  | 3 | 11 | 34 | 38 | -4  |
|  | 10.  | Orione            | 17 | 22 | 7  | 3 | 12 | 29 | 33 | -4  |
|  | 11.  | Popoli            | 16 | 22 | 6  | 4 | 12 | 22 | 58 | -36 |
|  | 12.  | Cliternum (-1)    | 15 | 22 | 5  | 6 | 11 | 27 | 54 | -27 |

Legenda:
      Ammesso alle finali regionali.
      Retrocesso in Prima Divisione.
Regolamento:
Due punti a vittoria, uno a pareggio, zero a sconfitta.
Pari merito in caso di pari punti e spareggi in caso di pari punti in zona promozione e retrocessione.
Note:
Cliternum ha scontato 1 punto di penalizzazione in classifica per una rinuncia.
Discrepanza di 8 gol nel computo totale reti fatte/ reti subite (369/377).

## Finali regionali
|         | Risultato |         | Luogo e data            |
| ------- | --------- | ------- | ----------------------- |
| Teramo  | 0 - 0     | Termoli | Teramo, 10 maggio 1964  |
|         |           |         |                         |
| Termoli | 0 - 1     | Teramo  | Termoli, 17 maggio 1964 |
|         |           |         |                         |

- Il Teramo è promosso in Serie D 1964-1965.

### Libri
- Annuario 1963-1964, F.I.G.C., Roma (1964) conservato presso tutti i Comitati Regionali F.I.G.C.-L.N.D., la Lega Nazionale Professionisti e la Biblioteca Nazionale Centrale di Firenze.
- Elso Simone Serpentini, Storia del calcio teramano, Radio Teramo In..

### Giornali
- Archivio della Gazzetta dello Sport, anni 1963 e 1964, consultabile presso le Biblioteche:
  - Biblioteca Nazionale Braidense di Milano;
  - Biblioteca Nazionale Centrale di Firenze;
  - Biblioteca Nazionale Centrale di Roma;
  - Biblioteca Civica Berio di Genova;
  - e presso Emeroteca del C.O.N.I. di Roma (non è online ma è da consultare in sede).